# Косогори
Косого́ри (рос. Косогоры, ерз. Госагыр веле) — село у складі Беликоберезниківського району Мордовії, Росія. Адміністративний центр Косогорського сільського поселення.

## Населення
Населення — 384 особи (2010; 522 у 2002).
Національний склад (станом на 2002 рік):
- ерзяни — 95 %